# Jørgen Ingmann
Jørgen Ingmann Pedersen (født 26. april 1925 i København, død 21. marts 2015 i Holte) var en dansk guitarist. 
Ingmann begyndte som jazzmusiker og spillede hos Svend Asmussen i 1940'erne. Sammen med sin kone Grethe vandt han i 1963 det europæiske Melodi Grand Prix i London med sangen "Dansevise".
Fra slutningen af 1940'erne og til ca. 1982 indspillede han mest jazz og easy listening, men også det mere poppede repertoire. I USA fik Jørgen Ingmann en hitlisteplacering i den bedre ende med nummeret "Apache". Særligt kendt blev han for sine flerspors-indspilninger skabt før den moderne studieteknik. En selvopfundet båndoptager blev benyttet til helt unikke indspilninger. I flere år var Jørgen Ingmann indspilningschef for pladeselskabet Metronome.
Jørgen Ingmann trak sig tilbage som udøvende musiker i 1984 efter en hospitalsindlæggelse, som resulterede i sceneskræk.
Guitaristen Laif Møller Lauridsen ejer i dag de to Gibsonguitarer, L-7 og Les Paul, som Jørgen Ingmann benyttede under indspilningerne af bl.a. "Dansevise".[kilde mangler]
Jørgen Ingmann afgik ved døden den 21. marts 2015 i sit hjem i Holte efter et hjerteanfald, 89 år gammel.